# عبد الله باذيب
عبد الله عبد الرزاق باذيب (1931-1976)  كان كاتبًا اشتراكيًا ومنظرًا وصحفيًا وسياسيًا يمنيًا، وأحد قادة الجبهة القومية للتحرير في جنوب اليمن في أواخر القرن العشرين التي سعت لتحرير الجنوب اليمني من الاحتلال البريطاني، لعب باذيب دورًا رئيسيًا في الحوار بين الفصائل الوطنية في جنوب اليمن المحتل وقتها، مما أدى إلى توحيدها وتشكيل التنظيم السياسي شبه العسكري الذي أطلق عليه اسم الجبهة القومية للتحرير، والذي نجح في تحرير جنوب اليمن، وإقامة جمهورية اليمن الديمقراطية الشعبية، وتطورت الجبهة فيما بعد إلى الحزب الاشتراكي اليمني. كان وجود باذيب ملحوظًا دائمًا في عدن بقدرته على إقناع وجذب ومناقشة وتنظيم ونشر الطمأنينة والأمل وتحفيز الناس من حوله. 

## سيره
ولد في مدينة الشحر بمحافظة حضرموت عام 1931، وتلقى تعليمه الابتدائي والإعدادي والثانوي في عدن، وحصل على شهادتين من مدرسة بازرعة الخيرية في حضرموت، ثم التحق بالثانوية، واضطر إلى ترك المدرسة الثانوية في العام الاخير لظروف شخصية وعائلية عام 1951. رغم ذلك، استطاع باذيب، بفكره، لفت الانتباه إلى نفسه في البلاد وهو لا يزال طالباً. تنوعت معرفته بين الأدب والتاريخ والفلسفة والسياسة. 